# تشارلز فرنسيس والش
تشارلز فرنسيس والش (بالإنجليزية: Charles Francis Walsh)‏ هو طيار أمريكي، ولد في 27 أكتوبر 1877 في Mission Valley, San Diego ‏ في الولايات المتحدة، وتوفي في 3 أكتوبر 1912 في ترنتون في الولايات المتحدة.